# Mistrzostwa Świata w Kolarstwie Torowym 2022
119. Mistrzostwa Świata w Kolarstwie Torowym 2022 – zawody sportowe, które odbyły się w dniach 12-16 października 2022 roku, na torze kolarskim Vélodrome de Saint-Quentin-en-Yvelines w Montigny-le-Bretonneux we Francji.

## Medaliści

### Mężczyźni
| Konkurencja                        | Data            | Złoto                                                                            | Srebro                                                                                  | Brąz                                                                               |
| ---------------------------------- | --------------- | -------------------------------------------------------------------------------- | --------------------------------------------------------------------------------------- | ---------------------------------------------------------------------------------- |
| Sprint indywidualny                | 16 października | Harrie Lavreysen                                                                 | Matthew Richardson                                                                      | Matthew Glaetzer                                                                   |
| Wyścig na 1000 metrów              | 14 października | Jeffrey Hoogland                                                                 | Melvin Landerneau                                                                       | Alejandro Martínez                                                                 |
| Wyścig indywidualny na dochodzenie | 14 października | Filippo Ganna                                                                    | Jonathan Milan                                                                          | Ivo Oliveira                                                                       |
| Wyścig drużynowy na dochodzenie    | 13 października | Wielka Brytania Ethan Hayter · Oliver Wood · Ethan Vernon · Daniel Bigham        | Włochy Simone Consonni · Filippo Ganna · Jonathan Milan · Manlio Moro · Francesco Lamon | Dania Tobias Hansen · Carl-Frederik Bévort · Lasse Norman Hansen · Rasmus Pedersen |
| Sprint drużynowy                   | 12 października | Australia Matthew Glaetzer · Leigh Hoffman · Matthew Richardson · Thomas Cornish | Holandia Jeffrey Hoogland · Harrie Lavreysen · Roy van den Berg                         | Wielka Brytania Jack Carlin · Alistair Fielding · Hamish Turnbull                  |
| Keirin                             | 13 października | Harrie Lavreysen                                                                 | Jeffrey Hoogland                                                                        | Kevin Quintero                                                                     |
| Scratch                            | 13 października | Dylan Bibic                                                                      | Kazushige Kuboki                                                                        | Roy Eefting                                                                        |
| Wyścig punktowy                    | 14 października | Yoeri Havik                                                                      | Roger Kluge                                                                             | Fabio Van den Bossche                                                              |
| Madison                            | 16 października | Francja Donavan Grondin · Benjamin Thomas                                        | Wielka Brytania Ethan Hayter · Oliver Wood                                              | Belgia Fabio Van den Bossche · Lindsay De Vylder                                   |
| Omnium                             | 15 października | Ethan Hayter                                                                     | Benjamin Thomas                                                                         | Aaron Gate                                                                         |
| Wyścig eliminacyjny                | 16 października | Elia Viviani                                                                     | Corbin Strong                                                                           | Ethan Vernon                                                                       |

### Kobiety
| Konkurencja                        | Data            | Złoto                                                                                         | Srebro                                                                                    | Brąz                                                                        |
| ---------------------------------- | --------------- | --------------------------------------------------------------------------------------------- | ----------------------------------------------------------------------------------------- | --------------------------------------------------------------------------- |
| Sprint indywidualny                | 14 października | Mathilde Gros                                                                                 | Lea Friedrich                                                                             | Emma Hinze                                                                  |
| Wyścig na 500 metrów               | 15 października | Taky Marie-Divine Kouamé                                                                      | Emma Hinze                                                                                | Guo Yufang                                                                  |
| Wyścig indywidualny na dochodzenie | 15 października | Franziska Brauße                                                                              | Bryony Botha                                                                              | Josie Knight                                                                |
| Wyścig drużynowy na dochodzenie    | 13 października | Włochy Elisa Balsamo · Chiara Consonni · Martina Fidanza · Vittoria Guazzini · Martina Alzini | Wielka Brytania Neah Evans · Katie Archibald · Anna Morris · Josie Knight · Elinor Barker | Francja Marion Borras · Clara Copponi · Valentine Fortin · Victoire Berteau |
| Sprint drużynowy                   | 12 października | Niemcy Pauline Grabosch · Emma Hinze · Lea Friedrich                                          | Chiny Bao Shanju · Guo Yufang · Yuan Liying                                               | Wielka Brytania Lauren Bell · Sophie Capewell · Emma Finucane               |
| Keirin                             | 16 października | Lea Friedrich                                                                                 | Mina Sato                                                                                 | Steffie van der Peet                                                        |
| Scratch                            | 12 października | Martina Fidanza                                                                               | Maike van der Duin                                                                        | Jessica Roberts                                                             |
| Wyścig punktowy                    | 16 października | Neah Evans                                                                                    | Julie Leth                                                                                | Jennifer Valente                                                            |
| Madison                            | 15 października | Belgia Shari Bossuyt · Lotte Kopecky                                                          | Francja Clara Copponi · Valentine Fortin                                                  | Dania Amalie Dideriksen · Julie Leth                                        |
| Omnium                             | 14 października | Jennifer Valente                                                                              | Maike van der Duin                                                                        | Maria Martins                                                               |
| Wyścig eliminacyjny                | 13 października | Lotte Kopecky                                                                                 | Rachele Barbieri                                                                          | Jennifer Valente                                                            |

### Tabela medalowa
| Miejsce | Państwo           | złoto | srebro | brąz | Razem |
| ------- | ----------------- | ----- | ------ | ---- | ----- |
| 1.      | Holandia          | 4     | 4      | 2    | 10    |
| 2.      | Włochy            | 4     | 3      | 0    | 7     |
| 3.      | Francja           | 3     | 3      | 1    | 7     |
| 3.      | Niemcy            | 3     | 3      | 1    | 7     |
| 5.      | Wielka Brytania   | 3     | 2      | 5    | 10    |
| 6.      | Belgia            | 2     | 0      | 2    | 4     |
| 7.      | Australia         | 1     | 1      | 1    | 3     |
| 8.      | Stany Zjednoczone | 1     | 0      | 2    | 3     |
| 9.      | Kanada            | 1     | 0      | 0    | 1     |
| 10.     | Nowa Zelandia     | 0     | 2      | 1    | 3     |
| 11.     | Japonia           | 0     | 2      | 0    | 2     |
| 12.     | Dania             | 0     | 1      | 2    | 3     |
| 13.     | Chiny             | 0     | 1      | 1    | 2     |
| 14.     | Portugalia        | 0     | 0      | 2    | 2     |
| 15.     | Hiszpania         | 0     | 0      | 1    | 1     |
| 15.     | Kolumbia          | 0     | 0      | 1    | 1     |